# Schloss Deutschkreutz
Das Schloss Deutschkreutz liegt im mittleren Burgenland etwa fünf Kilometer vom ungarischen Grenzübergang Sopron entfernt. Es ist ein prächtiges Renaissanceschloss bestehend aus einem mächtigen Vierflügelbau mit zweigeschoßigen Hofarkaden und Ecktürmen. Es gibt Stuckarbeiten, die Schlosskapelle mit alten Fresken, Möbeln und Gobelins zu sehen. Der langjährige Besitzer Anton Lehmden (1929–2018) betrieb im Schloss eine Gemäldeausstellung.

## Geschichte
In Deutschkreutz wurde erstmals im Jahr 1492 eine mittelalterliche Burg erwähnt. Bis 1535 war sie im Besitz der Familie Kanizsay. Durch Heirat kam sie in den Besitz der Familie Nádasdy. Die Burg wurde von Thomas III. Nádasdy 1560 zu einem Schloss im italienischen Renaissancestil umgebaut. Die erste urkundliche Erwähnung stammt aus dem Jahr 1597.
Das Schloss in seiner heutigen Form entstand 1625 durch Paul Nádasdy, der im Jahr 1632 auch die Kapelle errichten ließ.
Franz III. Nádasdy wurde wegen einer Verschwörung gegen Kaiser Leopold I. zum Tode verurteilt und hingerichtet. Die Güter fielen an den Kaiser, der sie an den Schwager des Hingerichteten, Graf Paul Esterházy, im Jahr 1676 verkaufte.
Die späteren Fürsten Esterházy hielten sich nicht oft im Schloss Deutschkreutz auf, daher verlor es immer mehr an Bedeutung. Es wurde zum Zentrum eines riesigen landwirtschaftlichen Gutes und blieb es bis zum Zweiten Weltkrieg.
Gegen Ende des Zweiten Weltkrieges, zwischen 26. November und 31. Dezember 1944, wurden am Gutshof ungarische Juden, darunter auch Frauen, als Zwangsarbeiter für landwirtschaftliche Arbeiten oder zum Bau des „Südostwalls“ eingesetzt. Die Häftlinge waren im Schafhof untergebracht.
Von 1945 bis 1955 wurde das Schloss von den sowjetischen Besatzungstruppen verwaltet und als Kaserne genutzt. Dabei wurde ein Großteil der Inneneinrichtung schwer beschädigt und die Kapelle zerstört.
Im Jahre 1957 konnte die Gemeinde Deutschkreutz das Schloss erwerben. Ab 1966 befand es sich im Privatbesitz des Künstlers Anton Lehmden, der das Gebäude seit dieser Zeit Stück für Stück restaurierte.

## Galerie

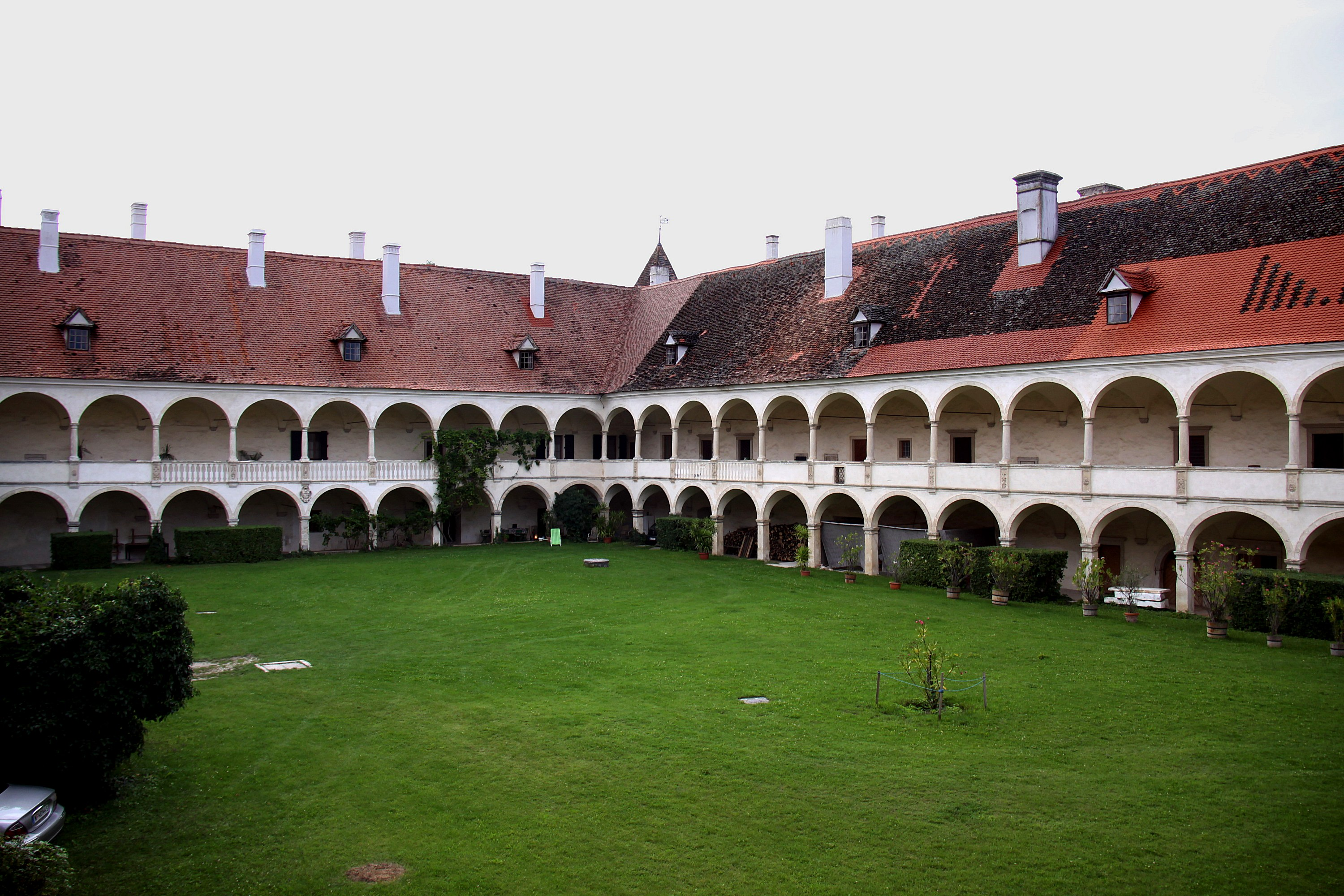
Schloss Deutschkreutz – Renaissance-Arkaden
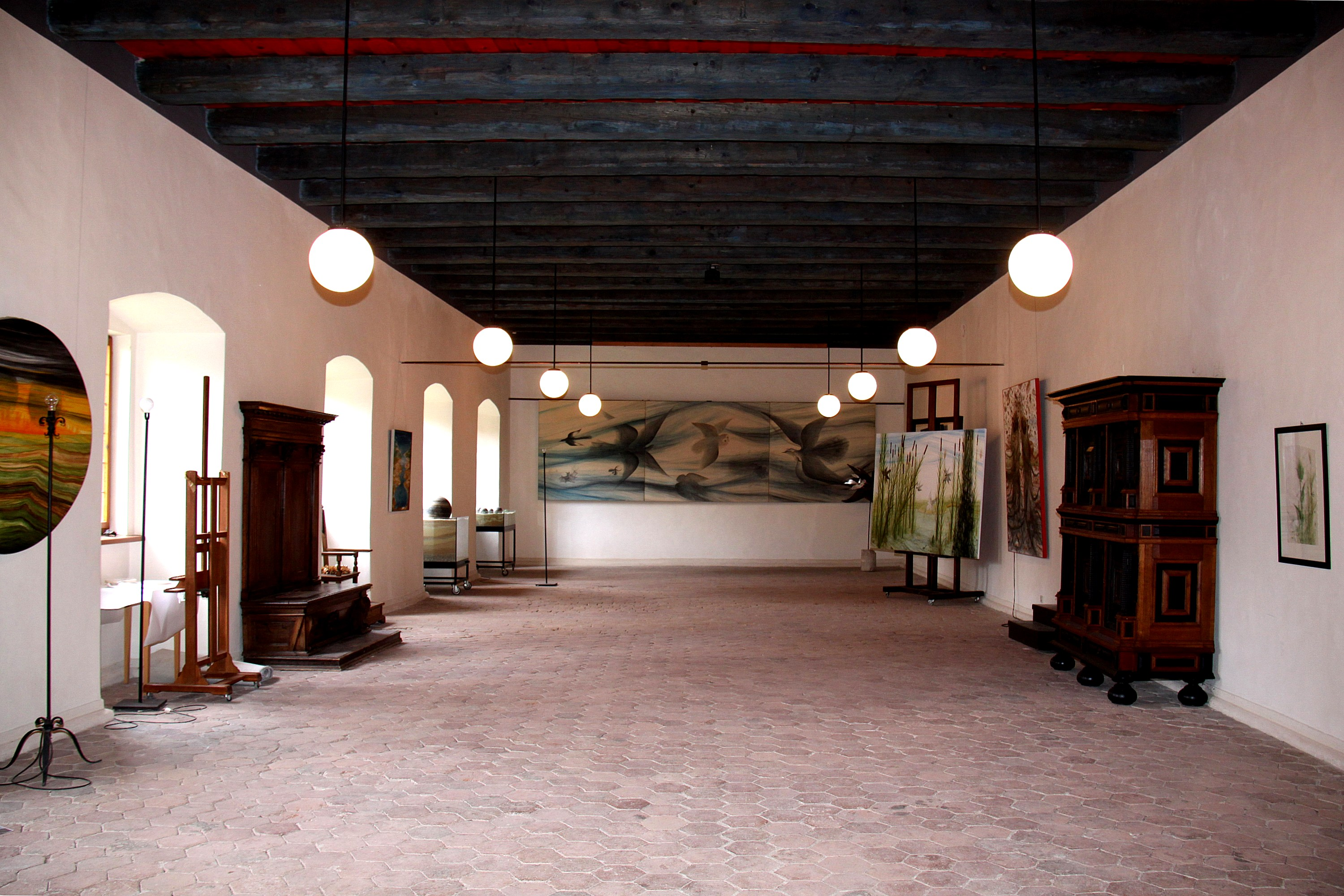
Der Rittersaal
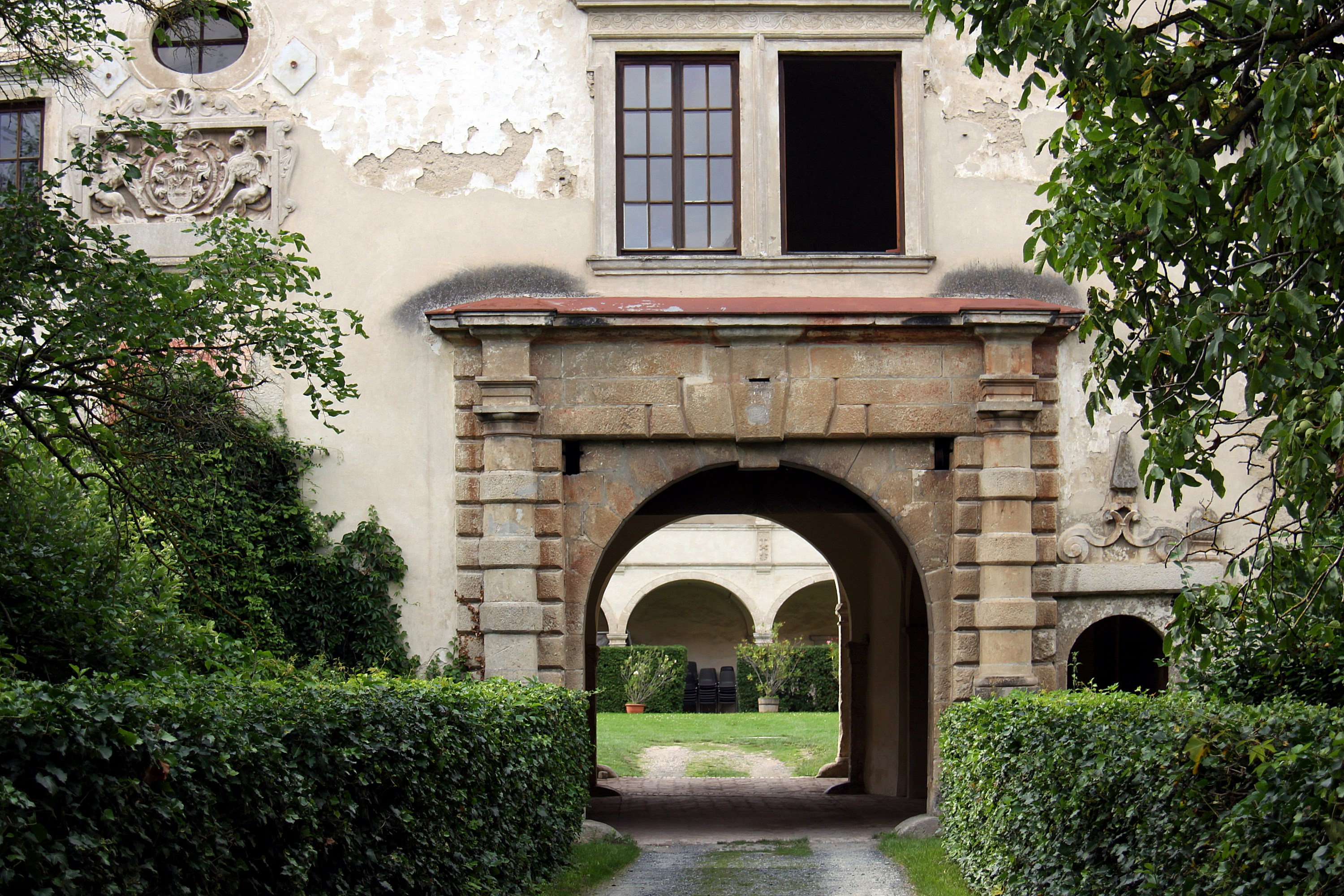
Die Toreinfahrt
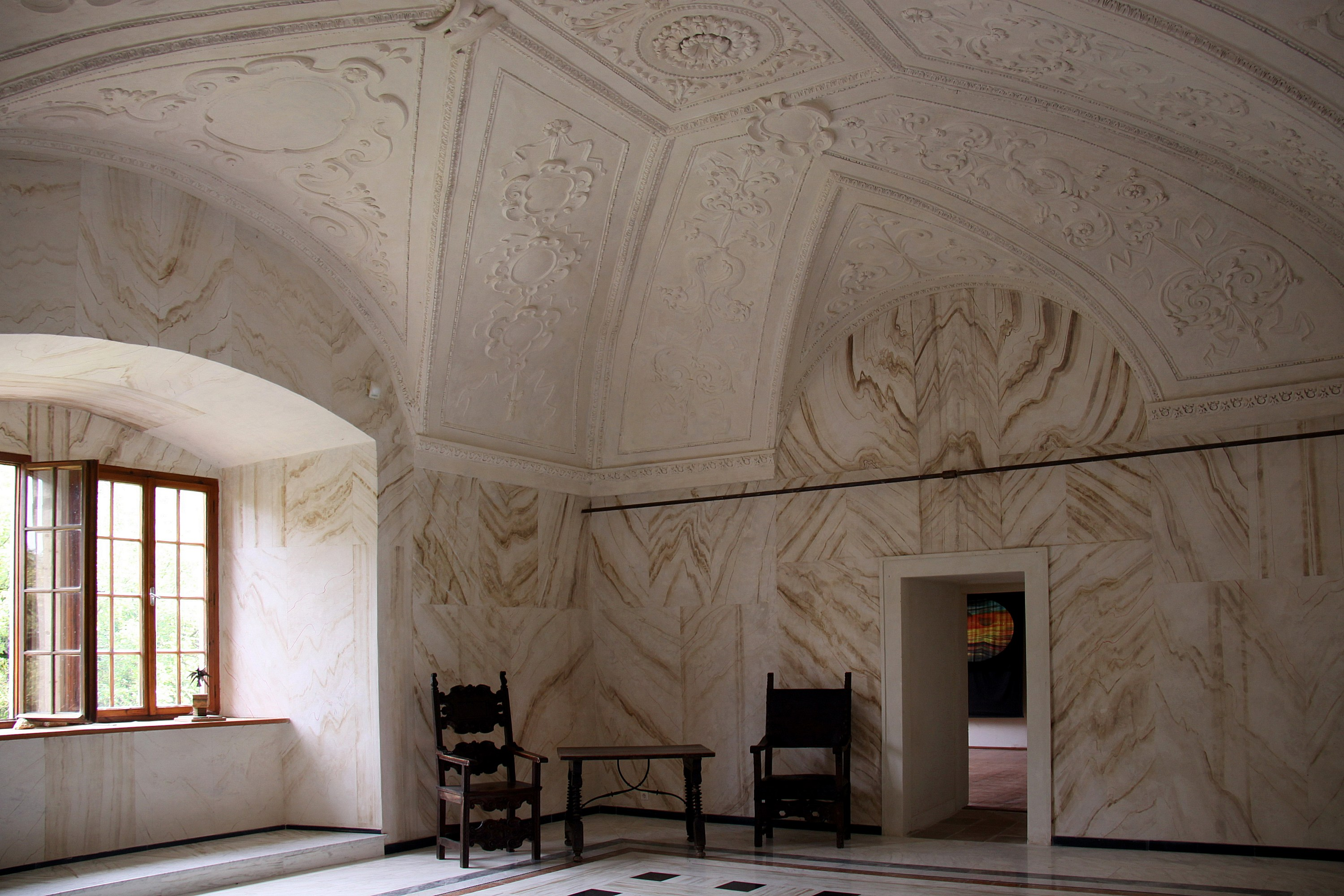

## Film
- Die beispiellose Verteidigung der Festung Deutschkreutz. Kurzfilm, 1967, Regie: Werner Herzog